# لي كانغ إن
لي كانغ إن (مواليد 19 فبراير 2001) هو لاعب كرة قدم من كوريا الجنوبية يلعب في مركز الوسط المهاجم في نادي باريس سان جيرمان ومنتخب كوريا الجنوبية لكرة القدم.

## روابط خارجية
- لي كانغ إن على موقع الاتحاد الأوربي (الإنجليزية)
- لي كانغ إن على موقع إي إس بي إن إف سي (الإنجليزية)
- لي كانغ إن على موقع قاعدة بيانات كرة القدم.إي يو (الإنجليزية)
- لي كانغ إن على موقع بيانات كرة القدم. دي إي (الألمانية)
- لي كانغ إن على موقع ليكيب (الفرنسية)
- لي كانغ إن على موقع ناشيونال فوتبول تيمز (الإنجليزية)
- لي كانغ إن على موقع Soccerbase.com (لاعب) (الإنجليزية)
- لي كانغ إن على موقع Soccerway.com (الإنجليزية)
- لي كانغ إن على موقع عالم كرة القدم.نت (الإنجليزية)
- لي كانغ إن على موقع اللجنة الأولمبية الدولية (الإنجليزية)